# Círio de Nossa Senhora da Conceição
O Círio de Nossa Senhora da Conceição é um evento cultural e de turismo religioso da cidade de Santarém, no Pará, Brasil.
O primeiro círio foi realizado em 28 de novembro de 1919, saindo da Igreja de São Sebastião.
Atualmente o círio é realizado no último domingo do mês de novembro, quando no calendário da Igreja Católica se comemora o dia de Cristo Rei. Durante o percurso da caminhada (Círio) são feitas homenagens por cantores regionais, contratados por instituições públicas ou privadas como: Antônio Von, Kaila Moura, André Machado, Ray Brito, Ivone entre outros. Também podem-se perceber centenas de promesseiros com miniaturas de casas, igrejas, imagens entre outros objetos que indicam a graça alcançada. Usa-se a corda atrelada à berlinda; numa outra forma de pagar a promessas, esses indivíduos costumam ficar descalços.
Durante essa festividades, outras romarias são feitas, como a Caminhada de Fé com Maria saindo do município de Mojuí dos Campos distante 37 km de Santarém, círio das crianças, carreata de anunciação da chegada do círio, romaria dos idosos, romaria da juventude, cicloromaria, moto romaria, remaria, vigília "Doe seu Sono para Nossa Senhora", e procissão de encerramento.
São confeccionadas revistas com artigos de escritores da própria cidade com relatos e artigos históricos e a programação social e religiosa da festa.
O Círio de Nossa Senhora da Conceição é a segunda maior manifestação religiosa do estado do Pará.
Em 2018, o Círio completou 100 edições. Já em 2020, por conta da Pandemia de COVID-19, não houve a clássica celebração, sendo substituída por uma carreata.